# Q4000
Q4000 — унікальна багатоцільова напівзанурена платформа із системою динамічного позиціонування, побудована в 2002 році американською суднобудівною компанією Keppel Corporation на верфі в Техасі. Різноманітне обладнання включає систему динамічного позиціонування, два 360-тонних крана, спеціальний люк 11,9×6,4 м, що відкривається, посадковий майданчик. Платформа здатна працювати із свердловинами на глибині до 3 км.

## Інтернет-ресурси
- Q4000 current position at VesselTracker